# Glicopirronio bromuro
Il glicopirronio bromuro è un farmaco anticolinergico appartenente alla famiglia dei composti antimuscarinici.
La molecola non oltrepassa la barriera ematoencefalica e conseguentemente presenta scarsi effetti centrali. Si tratta di una amina quaternaria disponibile per assunzione nella forma orale, endovenosa e inalatoria. 
Sviluppata dalla Sosei, è stata commercializzata da Novartis a partire dal 2005. Il catione è chiamato glicopirrolato ed è la forma attiva del farmaco.
Nell'Unione Europea viene utilizzata per alleviare i sintomi associati alla broncopneumopatia cronica ostruttiva (BPCO) nei soggetti adulti. In Italia il farmaco è venduto dalla società farmaceutica Novartis con il nome commerciale di Seebri breezhaler oppure dalla società Alfasigma con il nome commerciale di Tovanor breezhaler forma farmaceutica di capsule rigide contenenti polvere per inalazione.

## Farmacodinamica
Il glicopirronio bromuro è un antagonista del recettore muscarinico a lunga durata d'azione. Il farmaco agisce bloccando l'azione broncocostrittrice mediata dal sistema parasimpatico e dalle fibre nervose che rilasciano acetilcolina a livello delle cellule muscolari lisce delle vie aeree. Il glicopirronio presenta una selettività decisamente maggiore (circa 4 volte) per i recettori umani M3 rispetto ai recettori M2. I recettori muscarinici M3 sono variamente localizzati all'interno dell'organismo, ma la loro concentrazione all'interno del polmone risulta particolarmente elevata. La stimolazione di questi recettori, inibita dal glicopirronio, determina broncospasmo.

Il farmaco si caratterizza anche per una rapida insorgenza d'azione.

## Farmacocinetica
Dopo inalazione, il glicopirronio viene rapidamente assorbito e la concentrazione plasmatica di picco (Cmax) viene raggiunta entro 5 minuti (Tmax) dalla somministrazione. Il polmone è responsabile di circa il 90% dell'assorbimento, mentre il residuo 10% è dovuto all'apparato gastrointestinale. La biodisponibilità assoluta del farmaco è pari al 45% circa della dose somministrata. In vitro il legame con le proteine plasmatiche varia tra il 38% e il 41%.

Nell'organismo, il glicopirronio bromuro viene biotrasformato tramite ossidazione grazie al coinvolgimento di molteplici isoenzimi CYP.
La molecola viene eliminata per via renale per circa l'85% e un ulteriore 5% può essere rinvenuto nella bile. Fino al 23% di una dose somministrata può essere rinvenuto nelle urine come farmaco immodificato.

## Usi clinici
Il farmaco trova indicazione nel trattamento broncodilatatore di mantenimento per alleviare la sintomatologia di soggetti adulti affetti da broncopneumopatia cronica ostruttiva (BPCO). Questa malattia respiratoria cronica si caratterizza per un danno a carico delle vie aeree e degli alveoli polmonari, cui consegue una notevole difficoltà di respirazione. Il glicopirronio bromuro utilizzato a intervalli regolari riduce la sintomatologia associata alla malattia di base.

## Effetti collaterali e indesiderati
Nei pazienti in trattamento con glicopirronio bromuro si possono verificare disturbi di tipo anticolinergico, come senso di secchezza delle fauci, disturbi dell'accomodazione visiva, tendenza alla ritenzione urinaria, palpitazioni.
Relativamente comuni sono risultati anche altri sintomi quali insonnia, cefalea, dispepsia, diarrea e talvolta costipazione. Sono stati segnalati anche effetti avversi locali, comprendenti irritazione della gola, nasofaringite, rinite e sinusite.

## Dosi terapeutiche
Nell'adulto la dose raccomandata è pari a 55 µg di glicopirronio bromuro (una capsula), una sola volta al giorno, preferibilmente al mattino e alla stessa ora. L'inalazione prevede l'utilizzo di uno specifico inalatore brevettato (Breezhaler). In caso di dimenticanza di assunzione di una dose, la stessa deve essere assunta il più presto possibile.